# وادي العشر (المحويت)

تعديل مصدري - تعديل

وادي العشر هي إحدى قرى عزلة المجاديل بمديرية المحويت التابعة لمحافظة المحويت، بلغ تعداد سكانها 598 نسمة حسب تعداد اليمن لعام 2004.